# A. Lawrey
A. Lawry "Chummy"  va ser un jugador de rugbi britànic que va competir a principis del segle xx. El 1908 va guanyar la medalla de plata en la competició de rugbi dels Jocs Olímpics de Londres.